# Konarka Technologies
Konarka Technologies — компания из Лоуэлла (Массачусетс, США). Основана в 2001 году, как отделение Массачусетсткого технологического института. Компания занимается разработкой цветосенсибилизированных солнечных батарей. Также компания исследует возможность разработки фотоэлементов, способных поглощать инфракрасное излучение, которые бы могли вырабатывать энергию даже в ночное время.

## Финансирование
В 2006 году Konarka получила 60 млн. долларов инвестиций от компаний 3i Group, Draper Fisher Jurvetson, New Enterprise Associates и Chevron. Также Konarka получила гранты на сумму в 10 млн. долларов от Министерства обороны США и европейских правительств. В 2006 году частный капитал компании составил 45 млн долларов.

## Производство
В 2002-м Konarka получила лицензию на производство цветосенсибилизированных солнечных батарей.
Konarka производит фотоэлементы, используя последнее поколение наноматериалов. Фотоэлементы наносятся на специальный пластик. Фотоэлементы, производимые компанией, могут поглощать как солнечный, так и искусственный свет, при этом поглощение происходит вне зависимости от угла падения света, в чем их явное преимущество перед обычными фотоэлементами, использующихся в солнечных батареях.

### Гибкие батареи
В 2005 году компания совместно со швейцарским государственным технологическим НИИ разработала гибкую ткань, способную утилизировать энергию Солнца. Внутри этой ткани находится тончайший слой фотоэлементов, изолированный гибким газовым барьером для предохранения от разрушения фотоэлементов на открытом воздухе. Энергии, генерируемой такой батарей весом в несколько грамм и имеющей всего миллиметр в толщину, достаточно для питания маломощных устройств, таких как плееры и мобильные телефоны.
Конечная цель проекта состоит в разработке ткани из фотогальванических волокон, из которой можно будет шить палатки с внутренним освещением или брюки и рюкзаки, способные заряжать батареи сотовых телефонов.